# Whistler Sliding Centre

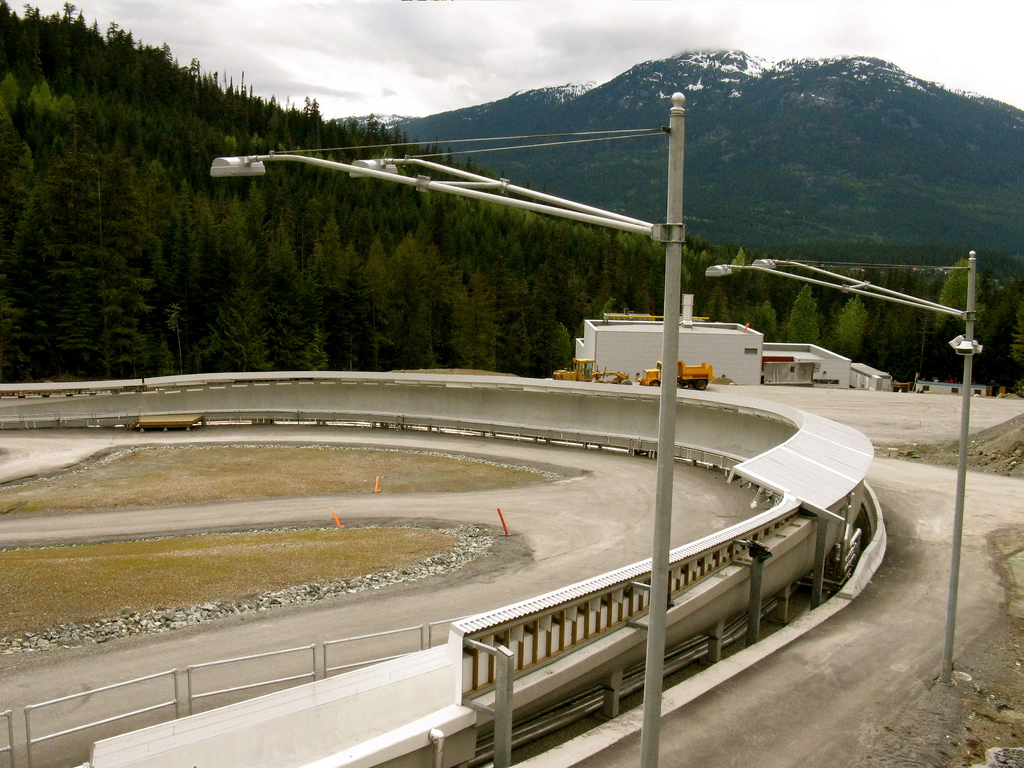
Bocht zes van het Whistler Sliding Centre in juni 2008.

Het Whistler Sliding Centre is een bobslee-, skeleton- en rodelbaan die gebruikt is gedurende de Olympische Winterspelen 2010. De baan is gesitueerd in de Fitzsimmons Creekvallei in Whistler, ongeveer 125 kilometer ten noorden van Vancouver. De baan ligt op de lagere pistes, aan de zuidoostkant van Blackcomb Mountain, een van de twee bergen die het skigebied Whistler Blackcomb vormen. Tijdens de wereldbekerwedstrijd in februari 2009 haalde Felix Loch een snelheid van 153,98 km/u, de hoogste snelheid ooit gemeten in de rodelsport.

## Baanrecords
| Onderdeel     | Startrecord | Atleten                                                | Baanrecord | Atleten                                                     |
| Bobsleeën     | Bobsleeën   | Bobsleeën                                              | Bobsleeën  | Bobsleeën                                                   |
| ------------- | ----------- | ------------------------------------------------------ | ---------- | ----------------------------------------------------------- |
| Tweemansbob   | 4,70        | Beat Hefti Thomas Lamparter                            | 51,57      | Thomas Florschütz & Richard Adjei André Lange & Kevin Kuske |
| Viermansbob   | 4,70        | André Lange Kevin Kuske Alexander Rödiger Martin Putze | 50,86      | Steve Holcomb Justin Olsen Steve Mesler Curtis Tomasevicz   |
| Tweevrouwsbob | 5,11        | Kaillie Humphries Heather Moyse                        | 52,85      | Kaillie Humphries Heather Moyse                             |
| Skeleton      |             |                                                        |            |                                                             |
| Mannen        | 4,48        | Aleksandr Tretjakov                                    | 52,20      | Jon Montgomery                                              |
| Vrouwen       | 4,90        | Anja Huber                                             | 53,68      | Amy Williams                                                |
| Rodelen       |             |                                                        |            |                                                             |
| Mannen        | 3,541       | Andi Langenhan                                         | 46,808     | Felix Loch                                                  |
| Vrouwen       | 7,183       | Natalie Geisenberger                                   | 48,992     | Natalie Geisenberger                                        |
| Dubbel        | 7,054       | Tobias Wendl Tobias Arlt                               | 48,608     | Patric Leitner Alexander Resch                              |

## Dodelijk ongeval
Op 12 februari 2010, op de openingsdag van de Spelen, is de Georgische rodelaar Nodar Koemaritasjvili met 140 km/u in de laatste bocht gebotst tijdens een training waarna hij tegen een metalen pilaar kwam. Hij werd ter plekke gereanimeerd en vervolgens naar het ziekenhuis gebracht, waar hij kort daarna overleed. Voorafgaand aan de fatale training waren meerdere atleten gebotst, die in het ziekenhuis belandden.
Er werd besloten om door te gaan met het rodelen op de baan, alhoewel de baan wel werd aangepast.